# Spilosoma nigricorna
Spilosoma nigricorna är en fjärilsart som beskrevs av James John Joicey och Talbot 1916. Spilosoma nigricorna ingår i släktet Spilosoma och familjen björnspinnare. Inga underarter finns listade i Catalogue of Life.